# Víctor Bernat
Víctor Bernat Cuadros (* 17. Mai 1987 in Barcelona) ist ein spanisch-andorranischer Fußballspieler. Er ist für Penya Encarnada und die andorranische Nationalmannschaft aktiv.

## Karriere

### Verein
Bernat begann seine Karriere als Fußballer bei UE Engordany, einem Verein aus der andorranischen Stadt Escaldes-Engordany nahe der Hauptstadt Andorra la Vella. 2007 wechselte er im Alter von 19 Jahren ligaintern zur UE Santa Coloma. Dort blieb er anschließend ganze 14 Jahre, bis zum Sommer 2021. Mit seinem Verein gewann er drei Mal die Copa Constitució, den andorranischen Pokal. Außerdem wurde er in der Liga vier Mal Torschützenkönig. Insgesamt absolvierte er für Santa Coloma 138 Spiele, in denen er 64 Tore erzielen konnte, das sind im Durchschnitt 0,46 Tore pro Spiel. Damit ist er der Rekordtorschütze das andorranischen Klubs.
Nach der sehr erfolgreichen Zeit in Santa Coloma verließ er den Verein zur Saison 2021/22 und wechselte, nach einem weiteren Jahr beim FC Ordino, 2022 zurück zu seinem Jugendverein UE Engordany. Zur neuen Saison 2023/24 wechselte er wiederum zu Penya Encarnada d’Andorra, für den er seitdem im Alter von 36 Jahren aufläuft.

### Nationalmannschaft
Bernat debütierte am 6. September 2020 für die andorranische Nationalmannschaft, als er beim 0:1 im UEFA Nations League–Spiel gegen die Färöer-Inseln eingewechselt wurde. Seitdem kommt er regelmäßig für das Team zum Einsatz.

## Erfolge
- Copa Constitució: 2013, 2016, 2017
- Andorranischer Torschützenkönig: 2010/11, 2011/12, 2015/16, 2016/17